# Zawsze chciałem
Zawsze chciałem – czwarty singel polskiego rapera Gibbsa z jego drugiego albumu studyjnego, zatytułowanego Safe. Singel został wydany 12 października 2023.

## Geneza utworu i historia wydania
Utwór napisali i skomponowali Mateusz Przybylski i Jonatan Chmielewski, który również odpowiada za produkcję utworu.
Singel ukazał się w formacie digital download 12 października 2023 w Polsce za pośrednictwem wytwórni płytowej DopeHouse w dystrybucji Warner Music Poland. Piosenka została umieszczona na drugim albumie studyjnym Gibbsa – Safe.

## Teledysk
Do utworu powstał teledysk zrealizowany przez Distort Media i Adriana Kawę, który udostępniono w dniu premiery singla za pośrednictwem serwisu YouTube.

## Lista utworów
- Digital download[2]

1. „Zawsze chciałem” – 3:04

## Notowania
| Kraj   | Lista (2023)             | Najwyższa pozycja |
| ------ | ------------------------ | ----------------- |
| Polska | Billboard Poland Songs   | 8                 |
| Polska | OLiS – single w streamie | 8                 |

| Kraj   | Lista (2024)             | Pozycja |
| ------ | ------------------------ | ------- |
| Polska | OLiS – single w streamie | 58      |